# Джон Гаттон Балфур
Джон Гаттон Балфур (англ. John Hutton Balfour, 15 вересня 1808, Единбург, Шотландія — 11 лютого 1884) — шотландський ботанік-бріолог. Член Лондонського королівського товариства, Единбурзького королівського товариства, Лондонського Ліннеївського товариства

## Біографія
Джон Гаттон Балфур навчався у Королівській вищій школі в Единбурзі, згодом у Сент-Ендрюському та Единбурзькому університетах. У 1832 році закінчив навчання із дипломом доктора медицини. З 1834 року займався медичною практикою у Единбурзі. Одночасно зацікавився  ботанікою та у 1840 році розпочав її викладати. У 1841 році отримав посаду професора ботаніки в Університеті Глазго. У 1845 році перевівся у Единбурзький університет на кафедру ботаніки. Виконував обов'язки хранителя Королівського ботанічного саду Единбурга.
Син Джона Гаттона Балфура, Ісаак Бейлі Балфур (1853—1922), також був ботаніком (у ботанічній номенклатурі назви таксонів, описаних Ісааком Балфуром, доповнюються скороченням «Balf.f.»).
На честь Джона Гаттона Балфура названо Сосну Балфура (Pinus balfouriana).

## Наукові праці
- Manual of Botany (1848)
- Class Book of Botany (1852)
- Outlines of Botany (1854)
- Elements of Botany for Schools (1869)
- Botanist's Companion (1860)
- Introduction to Palaeontological Botany (1872)
- The Plants of Scripture
- Статті з ботаніки у 8 виданні Encyclopaedia Britannica